# Фельдер, Яспер
Яспер Фельдер (швед. Jasper Felder; имя часто приводится в транслитерации с английского языка — Джаспер; р. 21 сентября 1970, Стокгольм) — шведский и американский спортсмен:
- капитан сборной США по хоккею с мячом[2];
- в составе сборной Швеции чемпион мира 2002 по инлайн-хоккею;
- 7-кратный победитель соревнований Red Bull Crashed Ice (2000—2005, 2009).

## Хоккей с мячом
Полузащитник. Выступает за шведские клубы: IFK Stockholm, Reymersholm, Essinge SK, Kungälvs SK, IFK Kungälv, Sköndal IK (2000/01—2004/05), Helenelund IK (2005/06—2007/08), GT-76 (2008/09—2010/11), с сезона 2011/12 — AIK.
Как сын гражданина США (его отец — американский военнослужащий) Фельдер имел право на американское гражданство. В 1995 году к нему обратились с предложением сыграть за сборную США, и он согласился. С тех пор по 2010 год Фельдер участвовал во всех чемпионатах мира (1995, 1997, 1999, 2001, 2003, 2004, 2006—2010).

## Ice Cross Downhill
Первый и в 2000—2005 годах бессменный победитель соревнований Red Bull Crashed Ice; всего выиграл 7 раз: 2000 (Стокгольм), 2001 (Клагенфурт), 2003 (Дутум), 2004 (Москва, Дутум), 2005 (Прага), 2009 (Лозанна).

## Инлайн-хоккей
Дважды выступал за сборную Швеции на чемпионатах мира по инлайн-хоккею: 2000 — 6-е место, 2002 — чемпион.

### Интервью
- Интервью на сайте Red Bull Crashed Ice  (англ.)
- Фелдер: это событие — забить гол сборной России (недоступная ссылка) // Чемпионат.ру. — 27 января 2010